# Трещевский
Трещевский — посёлок в Топкинском районе Кемеровской области. Входит в состав Осиногривского сельского поселения.

## География
Центральная часть населённого пункта расположена на высоте 249 метров над уровнем моря.

## История
В 1962 году указом Президиума Верховного Совета РСФСР поселок отделения № 1 конного завода № 131 переименован в Трещевский.

## Население
| 2010 |
| ---- |
| 758  |

## Инфраструктура
В посёлке есть школа, рядом с которой в сентябре 2018 года открыли и освятили часовню иконы Божией Матери «Отрада и Утешение» в память о шести ученицах 5-го класса местной школы, погибших из-за страшной трагедии.